# Starbreeze Studios
Starbreeze Studios – szwedzka firma produkująca gry komputerowe z siedzibą w Uppsali, założona w 1998 roku w Härnösand.

## Historia
Studio Starbreeze Studios zostało założone w 1998 roku w Härnösand. W 2000 roku firma połączyła się z O3 Games z Östhammar. Później studio przeniosło się do Uppsali. Założycielami Starbreeze Studios byli członkowie demoscenowej grupy Triton. W lutym 2011 roku Starbreeze zatrudniało około 120 osób.
Firma tworzyła grę opartą na serii Jason Bourne Roberta Ludluma, która miała być wydana przez Electronic Arts, ale jej produkcja została wstrzymana.
W kwietniu 2012 roku Starbreeze Studios ogłosiło, iż planuje zakupić studio Overkill Software, które stworzyło Payday: The Heist, przejęcie przedsiębiorstwa zakończono w czerwcu. Wiosną 2013 roku obie firmy przeniosły się do Sztokholmu. W lutym 2014 roku ogłoszono, że od chwili założenia w 1998 do lipca 2013 roku firma zanotowała 94 milionów koron szwedzkich (14,4 milionów dolarów amerykańskich) strat. Dzięki reorganizacji oraz dobrej sprzedaży gier Payday: The Heist, Payday 2 i Brothers: A Tale of Two Sons w ostatnich sześciu miesiącach 2013 roku dochód firmy wyniósł 90,3 milionów koron szwedzkich (13,8 milionów dolarów amerykańskich).

### Wyprodukowane gry

#### Dlawydawców
- 2000 – The Outforce (Microsoft Windows)
- 2002 – Enclave (Microsoft Windows, Xbox)
- 2003 – Knights of the Temple: Infernal Crusade (Nintendo GameCube, Microsoft Windows, Xbox, PlayStation 2)
- 2004 – Kroniki Riddicka: Ucieczka z Butcher Bay (Xbox, Microsoft Windows)
- 2007 – The Darkness (Xbox 360, PlayStation 3)
- 2009 – Kroniki Riddicka: Assault on Dark Athena (Microsoft Windows, PlayStation 3, Xbox 360)
- 2012 – Syndicate (Microsoft Windows, PlayStation 3, Xbox 360)

#### Wydaneniezależnie
- 2013 – Payday 2 (Microsoft Windows, PlayStation 3, Xbox 360)
- 2013 – Brothers: A Tale of Two Sons (Microsoft Windows, PlayStation 3, Xbox 360)[5]
- 2016 – Dead by Daylight (Microsoft Windows)

### W produkcji
- Storm – first-person shooter z trybem kooperacji w realiach science fiction[6]